# David Louis Richard
Pour les articles homonymes, voir Richard.
David Samuel Louis Richard, souvent appelé David Louis Richard, ou Samuel Louis Richard, né le 20 décembre 1763 à Chavornay et mort le 13 juillet 1846 à Orbe, est un avocat, un juge et une personnalité politique suisse.

## Biographie
De confession protestante, originaire d'Orbe, David Louis Richard est le fils de Louis Richard et d'Esther Dind. Il épouse en 1787 Marianne Müller. Avocat, David Louis Richard est juge au tribunal de district d'Orbe dès 1798 ; il en est le vice-président en 1803. Il est ensuite juge de paix du cercle d'Orbe de 1803 à 1815 et de 1831 à 1844.

### Parcours politique
Membre en 1792 du Conseil des Douze qui administre Orbe à l'époque bernoise, David Louis Richard est député à l'Assemblée provisoire du Pays de Vaud dès 1798, puis député à la Diète du canton du Léman en 1801. Lors de la création du canton de Vaud, il est élu député au premier Grand Conseil vaudois ; il y siège de 1803 à 1813 et de 1814 à 1833. Il est en parallèle préfet (appelé alors lieutenant du Petit Conseil) à Grandson-Orbe-Yverdon de 1811 à 1815. Il est en outre Conseiller d'État du 4 août 1814 à 1831,.